# 阿多郡
- 令制国一覧 > 西海道 > 薩摩国 > 阿多郡
- 日本 > 九州地方 > 鹿児島県 > 阿多郡

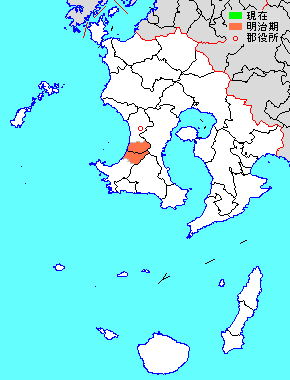
鹿児島県阿多郡の位置

阿多郡（あたぐん）は、鹿児島県（薩摩国）にあった郡。

## 郡域
1879年（明治12年）に行政区画として発足した当時の郡域は、下記の区域にあたる。
- 日置市の一部（吹上町小野、吹上町田尻、吹上町与倉以南）
- 南さつま市の一部（金峰町各町）

## 歴史

### 近世以降の沿革

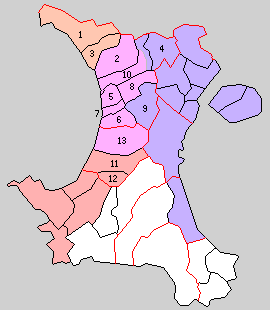
11.田布施村 12.阿多村 13.伊作村（桃：日置市 赤：南さつま市 1 - 10は日置郡）

- 明治初年時点では全域が薩摩鹿児島藩領であった。「旧高旧領取調帳」に記載されている明治初年時点での村は以下の通り[注釈 1]。（20村）
  - 阿多郷 - 新山村、浦之名村、白川村、花瀬村、宮崎村、中津野村（現・南さつま市）
  - 伊作郷 - 田尻村、今田村、華熟里村、小野村、和田村、湯之浦村、中之里村、与倉村、入来村、中原村（現・日置市）
  - 田布施郷 - 大野村、池辺村、尾下村、高橋村（現・南さつま市）
- 明治4年7月14日（1871年8月29日） - 廃藩置県により鹿児島県の管轄となる。
- 明治12年（1879年）2月17日 - 郡区町村編制法の鹿児島県での施行により、行政区画としての阿多郡が発足。「市来郡役所」が日置郡湊村に設置され、同郡および甑島郡とともに管轄。
- 明治14年（1881年）7月28日 - 給黎郡・川辺郡・揖宿郡・頴娃郡とともに「知覧郡役所」の管轄となる。
- 明治17年（1884年） - 尾下村の一部が分立して大阪村となる。（21村）
- 明治20年（1887年）5月9日 - 日置郡とともに「伊集院郡役所」の管轄となる。
- 明治22年（1889年）4月1日 - 町村制の施行により、各郷に田布施村、阿多村、伊作村が発足。（3村）
- 明治30年（1897年）4月1日 - 郡制施行のため、「伊集院郡役所」の管轄区域をもって、改めて日置郡が発足[1]。同日阿多郡廃止。